# حادث قطار الإسكندرية 2017
حادث قطار الإسكندرية هو حادث وقع نتيجة اصطدام قطارين بمدينة الإسكندرية، يوم 11 أغسطس 2017، وأسفر الحادث عن 41 حالة وفاة وإصابة 132 آخرين.

## الأسباب
كان القطار رقم 571 القادم من بورسعيد متوقفا بالخط الطوالي بمحطة خورشيد على مدخل الإسكندرية بسبب حدوث عطل فني به أثناء رحلته، قبل أن يأتي القطار الآخر رقم 13 القادم من القاهرة ويصطدم به من الخلف بقوة مما أدى إلى انقلابه من على شريط سكة الحديد، نتيجة تجاوز سائق القطار رقم 13 للسرعة المقررة.

## ردود الفعل

### المحلية
- قال الرئيس المصري عبد الفتاح السيسي أن الدولة ستسخر كل إمكاناتها لتوفير الرعاية الكاملة لمصابي الحادث وأمر بتشكيل فرق عمل للتحقيق في ملابسات الحادث والتعرف على أسبابه، ومحاسبة المسؤولين عنه.[3]

### الدولية
- الكويت:بعث أمير الكويت الشيخ صباح الأحمد الصباح، ببرقية تعزية إلى الرئيس عبد الفتاح السيسي أعرب فيها عن خالص تعازيه وصادق مواساته بضحايا حادث تصادم قطارين في محافظة الإسكندرية، والذي أسفر عن سقوط عشرات الضحايا والمصابين.[4]
- فلسطين:أعرب الرئيس الفلسطيني محمود عباس، عن بالغ تعازيه إلى الرئيس عبد الفتاح السيسي، في ضحايا حادث تصادم القطارين في منطقة خورشيد بمحافظة الإسكندرية.[5]